# Argynnis alaiensis
Argynnis alaiensis är en fjärilsart som beskrevs av Reuss 1922. Argynnis alaiensis ingår i släktet Argynnis och familjen praktfjärilar. Inga underarter finns listade i Catalogue of Life.